# Alice Němcová Tejkalová
Alice Němcová Tejkalová (* 1981 Český Brod) je česká novinářka se zaměřením na sportovní žurnalistiku, vysokoškolská pedagožka a v letech 2018 až 2022 děkanka Fakulty sociálních věd Univerzity Karlovy.

## Život
Narodila se v roce 1981 v Českém Brodě. Po maturitě začala v roce 2000 pracovat ve sportovní redakci České televize a studovat na Fakultě sociálních věd Univerzity Karlovy, kde v roce 2003 získala bakalářský titul. V roce 2005 získala na téže fakultě také magisterský titul a v roce 2011 získala na fakultě také titul Ph.D. V rámci svého působení v České televizi postupně pracovala jako redaktorka, moderátorka, režisérka, dramaturgyně a scenáristka. Podílela se na pořadech Fenomén Dnes, Zprávičky nebo Pozor, vysíláme. V roce 2005 založila zpravodajský portál Handisport.cz zaměřený na publikování článků o handicapovaných sportovcích, který vedla do roku 2012.
V letech 2015 až 2018 působila jako ředitelka Institutu komunikačních studií a žurnalistiky Fakulty sociálních věd Univerzity Karlovy a v letech 2014 až 2018 byla členkou Kolegia rektora Univerzity Karlovy pro sociální záležitosti. V roce 2017 byla zvolena děkankou své alma mater, a to s účinností od 1. února 2018. Ve funkci děkanky pak po uplynutí čtyřletého funkčního období skončila 31. ledna 2022, kdy ji nahradil Tomáš Karásek. V roce 2023 se stala odbornou garantkou ČT edu a v roce 2024 také redaktorkou časopisu Reportér. Vedle toho působila jako místopředsedkyně Komise rovných příležitostí při Českém olympijském výboru.
V rámci své odborné činnosti se zabývá mj. analýzou stavu žurnalistiky. V souvislosti s touto činností navázala v červenci 2019 spolupráci s organizací Worlds of Journalism Study. Vedle toho působila jako vedoucí Katedry žurnalistiky.
Je vdaná za paralympijského atleta Martina Němce, se kterým má dvě děti.

## Kontroverze
V roce 2017 byla obviněna z publikování v tzv. predátorských časopisech, v důsledku čehož asi 100 akademiků z Česka i ze zahraničí žádalo rektora univerzity Tomáše Zimu, aby ji navzdory zvolení fakultním akademickým senátem nejmenoval děkankou FSV UK. Rektor však tomuto volání nevyhověl a děkankou Tejkalovou jmenoval. Tejkalová ke kauze uvedla, že nevěděla o tom, že v predátorských časopisech publikuje. Média později hovořila o tom, že šlo o jednu z nejvýznamnějších kauz v souvislosti s publikováním v predátorských časopisech v Česku.